# 大帐篷
大帐篷（英語：big tent）是一个政治术语，指政党或政党联盟试图揉合不同的政治观点，同时采纳左派和右派的某些主张和理念，从而吸引更多选民的一种现象。
在奉行大帐篷政策的政党或政党联盟内部，有持相异甚至完全相反的不同观点或意识形态的多个政治派别存在，但是这些派别可能在某一问题上具有共识，例如加拿大自由黨的政治共識是反對魁北克獨立。

## 歷史

### 美國
在美國，兩大政黨內部均有不同的政治意識形態存在，例如現今美國，共和黨雖以保守派為主流，但黨內有不少是溫和中間派、經濟保守派、社會自由派等人士，而經濟自由派同時是社會自由派的共和黨人在美國東北部仍有一定的影響力。同樣地，民主黨雖以進步派和社會自由派為主，但溫和派和保守派在黨內仍有一定比例。

### 委內瑞拉
在委內瑞拉，各反對派政黨所奉行的意識形態迥异，如中間偏左的民主行動黨、中間偏右的正義第一，但他们都反對执政党委內瑞拉統一社會主義黨，因此共同组建了政党联盟民主团结圆桌会议。

### 義大利
於2009年成立的五星運動由於高調反對緊縮政策，獲得不少年輕選民和反對緊縮的義大利人支持，在2013年義大利國會選舉中獲得大幅度的勝利，在得票率上成為眾議院第二大黨，超越憑選舉制度的名單比例代表制取得額外席次的義大利民主黨，但該黨拒絕與義大利國內任何政黨聯盟合作，包括回絕民主黨要求組建聯合政府的建議。
然而五星運動本身並不自認為是屬於左派或右派屬性的政黨，但卻與多個他國右派民粹主義政黨結盟，並與主張退出歐盟的英國獨立黨在歐洲議會內結盟及組成黨團。但自2019年和民主黨組成聯合政府後，已轉為中間偏左。

## 其他例子
- 愛爾蘭共和黨[2][3]
- 苏格兰民族党[4][5]
- 葡萄牙社會民主黨[6][7]
- 葡萄牙社會黨[6]
- 西班牙一起說是[8]
- 法國共和国前进！[9]
- 德国社会民主党[10]
- 德国基督教民主联盟[10][11]
- 捷克是的2011[12][13]
- 奥地利人民党[11]
- 義大利瓦莱达奥斯塔
- 義大利五星運動
- 義大利民主黨
- 義大利北方聯盟
- 義大利義大利力量黨
- 義大利天主教民主党[14]
- 克羅埃西亞人盾
- 塞尔维亚民主反对派
- 保存罗马尼亚联盟
- 烏克蘭人民公僕
- 俄羅斯統一俄羅斯[15]
- 哈萨克斯坦阿玛纳特
- 格鲁吉亚梦想—民主格鲁吉亚[16]
- 阿塞拜疆新阿塞拜疆党
- 黎巴嫩三月八日联盟
- 以色列共同名单
- 伊斯兰伊朗参与阵线[17]
- 阿富汗全国革命党
- 埃及阿拉伯社会主义联盟
- 埃及民族民主党
- 厄利垂亞人民民主与正义阵线[18]
- 奈及利亞全体进步大会党
- 喀麦隆人民民主运动
- 加拿大自由党[19]
- 加拿大進步保守黨[20]
- 墨西哥国家复兴运动[21]
- 尼加拉瓜全国反对派联盟
- 委內瑞拉民主團結圓桌會議
- 巴西民主運動黨[22]
- 阿根廷让我们改变
- 日本自由民主黨[23]
- 韓國正未來黨
- 印度国民大会党[24]
- 柬埔寨人民黨
- 南蒂罗尔人民党[25][26]
- 土庫曼斯坦民主黨
- 巴西社會民主黨
- 美国民主黨
- 台灣民眾黨
- 台灣基進